# Olimpiadivka, Petrove
Olimpiadivka (în ucraineană Олімпіадівка) este un sat în comuna Novîi Starodub din raionul Petrove, regiunea Kirovohrad, Ucraina.

## Demografie
Componența lingvistică a localității Olimpiadivka
     Ucraineană (94,44%)
     Rusă (5,56%)
Conform recensământului din 2001, majoritatea populației localității Olimpiadivka era vorbitoare de ucraineană (94,44%), existând în minoritate și vorbitori de rusă (5,56%).